# Zeppernick
Zeppernick ist eine Ortschaft und ein Ortsteil von Möckern im Landkreis Jerichower Land in Sachsen-Anhalt.

## Geografie
Der Ort liegt vier Kilometer nordwestlich von Loburg und fünf Kilometer südöstlich von Möckern. Außer im Süden, ist die Ortslage ansonsten vollständig vom Landschaftsschutzgebiet Loburger Vorfläming umgeben.
Zeppernick ist ein ländlich geprägter Ort. Das Dorf liegt im Westen des Höhenzuges Fläming, umgeben von landwirtschaftlichen Flächen, die im Norden in den aus Laub- und Kiefernwald bestehenden Wendgräber Forst übergehen. Durch den Ort fließt der Elbenebenfluss Ehle.
Neben dem Ortsteil Zeppernick gehören zur gleichnamigen Ortschaft die Ortsteile Brietzke, Dalchau, Kalitz und Wendgräben.

## Geschichte
Der Bereich des heutigen Zeppernick war ab dem 6./7. Jahrhundert von Slawen besiedelt. Der Ort wurde 992 erstmals erwähnt und gehörte als Amtsdorf zum erzbischöflich-magdeburgischen Amt Loburg. Unter anderem wurde Zeppernick auch in den Lehnsverzeichnissen der Erzbischöfe Albrecht III. und Peter, die zwischen 1368 und 1381 amtierten, erwähnt. Belehnt wurden damals die Herren Henning de Werdere und Conrad Bogelsick. Nach dem Dreißigjährigen Krieg kam der Ort zu Preußen und wurde nach dessen Verwaltungsreform von 1815 in den Landkreis Jerichow I eingegliedert. Bei einem Brand wurde 1848 die Zeppernicker Kirche schwer beschädigt. 1892 erfolgte der Anschluss an die Bahnlinie Magdeburg–Loburg. Zu dieser Zeit hatte Zeppernick etwa 340 Einwohner. Am Beginn des Zweiten Weltkrieges betrug die Einwohnerzahl 387. Nach der Gebietsreform der DDR im Jahre 1952 wurde Zeppernick zunächst dem Landkreis Loburg und 1957 dem Kreis Zerbst zugeordnet. 1964 hatte Zeppernick 625 Einwohner. Der letzte Bürgermeister der Gemeinde Zeppernick war Horst Schöttle. Angesichts der bevorstehenden Kreisgebietsreform in Sachsen-Anhalt entschieden sich die Bürger der Gemeinde Zeppernick am 22. April 2007 in einer Anhörung für eine Eingemeindung in die Stadt Möckern, die zum 1. Juli 2007 wirksam wurde. Damit wechselte der Ort in den Landkreis Jerichower Land über.

## Politik
Ortsbürgermeister ist Manfred Zerm.
Das Wappen wurde am 18. November 1998 durch das Regierungspräsidium Dessau genehmigt.
Blasonierung: „Geteilt von Rot über Silber; belegt mit einem aufgerichteten Wolf in verwechselten Tinkturen mit schwarzer Bewehrung und ausgeschlagener Zunge.“
Zeppernick ist ein Amtsdorf des alten erzbischöflich-magdeburgischen Amtes Loburg. Der Schild ist aufgeteilt in den Farben des Erzbistums Magdeburg Rot-Silber (weiß), darauf gelegt der aufspringende Wolf. Wie in vielen Gegenden der Region gehörte auch hier der Wolf zum Wildbestand. Im Jahre 1639 war die Wolfsplage so enorm, dass Äcker nicht mehr bestellt werden konnten und brach lagen. Es wurden große Jagden veranstaltet. Das Wappen der Gemeinde soll an den letzten hier erlegten Wolf erinnern.
Das Wappen wurde von der ASKOM Werbeagentur in Zerbst gestaltet.
Die Flagge ist weiß-rot (1:1) gestreift (Querform: Streifen waagerecht verlaufend, Längsform: Streifen senkrecht verlaufend) und mittig mit dem Wappen belegt.

## Bauten
Die Zeppernicker evangelische Dorfkirche liegt nördlich der Bundesstraße an der Straße nach Wendgräben auf einem etwas erhöhten Plateau, umgeben vom Friedhof der Gemeinde. Das Kirchenschiff ist ein langgestreckter Bau im neugotischen Stil mit flachen Spitzgiebeln. Die Längswände sind mit jeweils fünf spitzbogigen Fenstern versehen. Der schmalere, westlich angefügte Turm hat zunächst einen quadratischen Grundriss, der obere Teil ist jedoch wie die schiefergedeckte Turmspitze achteckig ausgeführt. Das Gebäude wurde aus Bruchsteinen errichtet, wurde jedoch später bis auf den Sockel des Kirchenschiffs verputzt. Unter dem ziegelgedeckten Dach verläuft ein ziegelroter Fries. In ihrer heutigen Gestalt wurde die Kirche 1848 nach einem Brand wiederhergestellt, wobei das Kirchenschiff um zwei Fensterpartien verlängert wurde. Eine flachwinklige Holzdecke überspannt den schlicht gestalteten Innenraum des Kirchenschiffs. Waagerechte Spannbalken sind mit hölzernem Maßwerk verziert. An der Westseite wurde eine Empore angebracht.

## Infrastruktur
Zeppernick ist angebunden an die Bahnstrecke Biederitz–Altengrabow (seit 2011 ohne Personenverkehr) und die Bundesstraße 246, an der die Nachbarorte Loburg und Möckern liegen. Die Kreisstadt Burg (bei Magdeburg) ist 22 Kilometer und die nächste Autobahnauffahrt „Burg-Ost“ an der A 2 17 Kilometer entfernt.